# Тіньовитривалі рослини

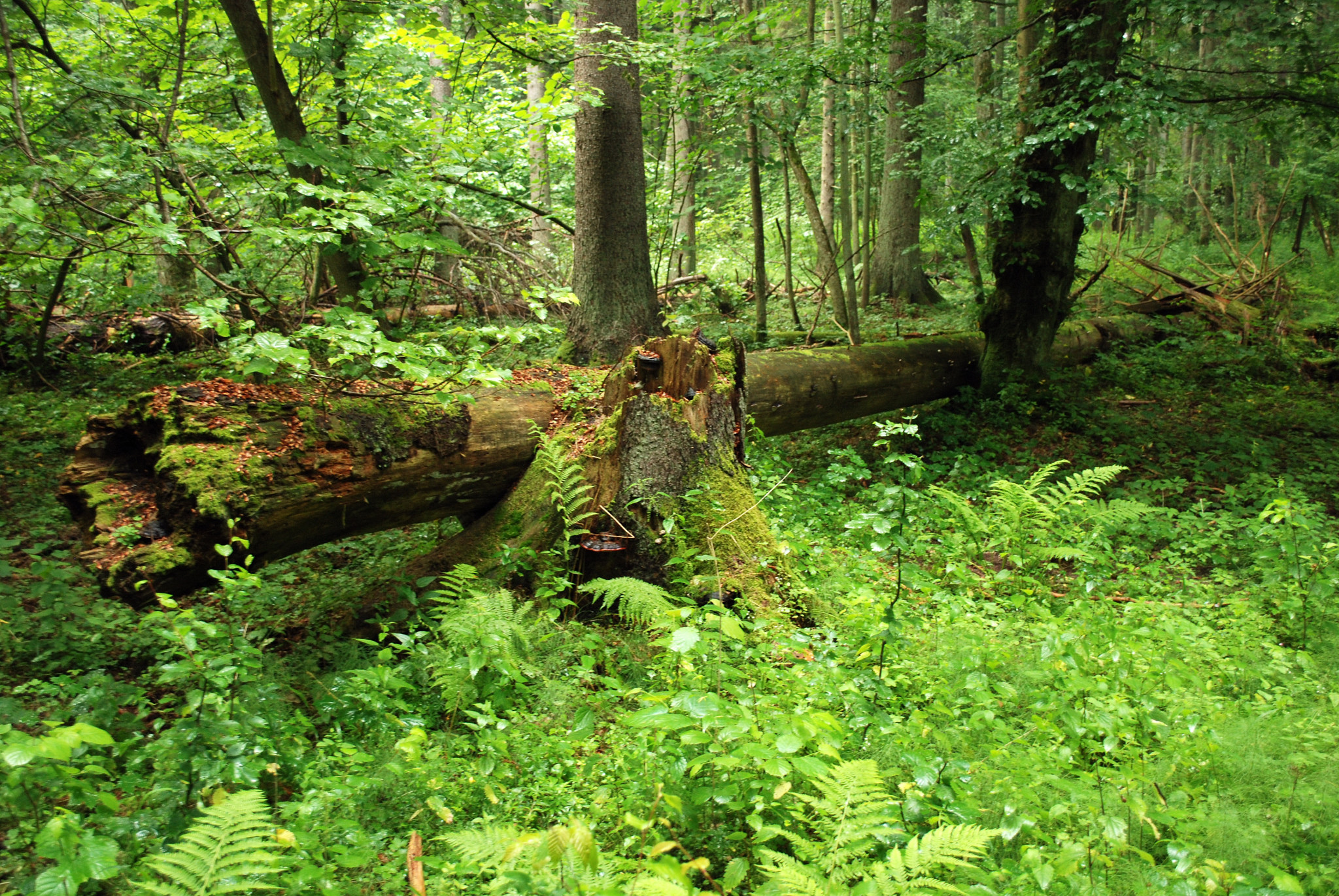
Тіньовитривалі рослини типові представники нижнього ярусу лісу. Біловезька пуща, Польща

Тіньовитрива́лі росли́ни, сціогеліофіти (від дав.-гр. σκιά — тінь + Ἥλιος — сонце + φυτόν — рослина) — рослини, які здатні рости в затінених місцях і при недостатньому сонячному освітленні. Інтенсивність фотосинтезу у тіньовитривалих рослин при ослабленому освітленні така сама або навіть більша, ніж при повному освітленні. Деревні тіньовитривалі рослини (наприклад, липа (Tilia), граб (Carpinus), ялина (Picea), ялиця (Abies) та інші) мають густо облиствлену крону, темно-зелене, багате на хлорофіл листя. Серед трав'янистих тіньовитривалих рослин є, наприклад, яглиця (Aegopodium podagraria), підмаренник (Galium), заленчук, зубниця, суниця та інші рослини широколистяних лісів.
В рослинництві зазвичай розглядають лише дві групи рослин — світлолюбні і тіньолюбні. Останні іноді називають сціофіти, тим самим вживаючи термін в дещо іншому, ширшому значенні. Межі цих груп умовні, є досить велика кількість видів, які за різними ознаками або на різних фазах розвитку можна було б віднести до тієї чи іншої групи.
В рослинництві також широко застосовується термін тіньовитривалість. Йдеться про властивість культивованих рослин переносити знижену освітленість взагалі, або в порівнянні з освітленістю в умовах природного середовища існування. При зіставленні різних деревних рослин «тіньовитривалість» матиме одне смисловий зміст, але порівнюючи тіньовитривалі дерева з тіньовитривалими чагарниками або трав'янистими рослинами під «тіньовитривалістю» може ітися про зовсім різні рівні освітленості. Тіньовитривалість залежить від багатьох факторів, в тому числі й від того, наскільки у різних видів розвинена адаптація до затінення. Рослини одного виду, вирощені в різних умовах, можуть показувати різний ступінь тіньовитривалості. На неї впливають родючість ґрунтів, достаток води та інші абіотичні чинники.